# Agence américaine antidopage
L'Agence américaine antidopage (USADA pour United States Anti-Doping Agency) est une organisation américaine à but non lucratif de lutte contre le dopage pour les États-Unis.

## Historique
En 2001, l'agence a été reconnue par le Congrès des États-Unis comme « l' agence antidopage officielle pour les sports olympiques, panaméricains et paralympiques aux États-Unis. ».

## Activités
L'Agence américaine antidopage est chargée de gérer les programmes antidopage pour les États-Unis dans les sports olympiques, paralympiques, panaméricains et parapanaméricains. Ses travaux comprennent des tests en compétition et hors-compétition, une gestion des résultats et du processus d'arbitrage, la mise à disposition de ressources des médicaments de référence, l'utilisation d'un processus d'exemption thérapeutique, différentes initiatives de recherches scientifiques, et l'éducation et la sensibilisation des athlètes. L'USADA a son siège à Colorado Springs dans l'état du Colorado.
L'USADA est signataire, et responsable de la mise en œuvre aux États-Unis du Code mondial antidopage, largement considéré comme la base des programmes antidopage les plus forts et plus stricts dans le sport,. 
L'USADA n'est pas une entité gouvernementale, toutefois l'agence est en partie financée par une subvention fédérale américaine par l'intermédiaire de l'ONDCP (Office of National Drug Control Policy (en)), le budget restant est généré par des contrats pour des services antidopage avec les organisations sportives, notamment le Comité national olympique des États-Unis. Les  États-Unis ont aussi ratifié la Convention internationale de l'UNESCO contre le dopage dans le sport, premier traité mondial contre les pratiques de dopage dans le sport.
Travis Tygart est le chef de la direction de l'USADA depuis septembre 2007. Il est en poste lors de l'affaire Lance Armstrong et mentionne au journal l'Équipe avoir fait l'objet de menaces de mort à trois reprises pendant le processus d'enquête sur le cycliste américain.

## Sanctions
L'USADA a sanctionné de nombreux athlètes américains depuis plusieurs années. Certains cas ont été particulièrement médiatisés.
- En décembre 2005, les sprinters Tim Montgomery et Chryste Gaines sont soupçonnés par l'USADA de dopage et leur cas est transmis au Tribunal arbitral du sport qui les condamnera à deux ans de suspension et pour Montgomery à la perte de son record du monde du 100m obtenu en 2002 à Charléty[7].
- En octobre 2007, l'athlète féminine Marion Jones est suspendue pour une durée de deux ans et doit rendre ses cinq médailles olympiques (dont trois d'or) obtenues pendant les JO de Sydney[8].
- En août 2012, le cycliste Lance Armstrong est suspendu à vie par l'organisme américain et se voit retirer tous ses titres obtenus depuis 1999, dont ses sept victoires lors du Tour de France[9]. Sanction qui sera confirmée le 22 octobre 2012 par l'Union cycliste internationale[10].
- En juillet 2013, le sprinteur Tyson Gay est déclaré positif depuis le 16 mai 2013 : il renonce à participer aux Championnats du monde de Moscou.
- En novembre 2019, l'USADA demande que la participation aux Jeux olympiques d'été de 2020 soit interdite à tout athlète russe[11].